# Monty Waters
Monty Waters (Modesto, 1938. április 14. – München, 2008. december 23.) amerikai szaxofonos, fuvolás, énekes.

## Pályafutása
Monty Waters amerikai szaxofonos, fuvolás és énekes volt. Eleinte nagynénjétől tanult zenét. Kezdetben templomban játszott.
Főiskolán tanult, majd egy Rhythm and blues zenekar tagja lett. Az 1950-es évek végén olyan zenészekkel turnézott, mint B. B. King, Lightnin’ Hopkins, Little Richard és James Brown.
San Franciscóban a King Pleasure-rel játszott.
Az 1960-as évek elején elindított egy „Late Night Session”-t a Bop City klubban. Ott olyan zenészeket ismert meg, mint Miles Davis, John Coltrane, Art Blakey, Red Garland és Dexter Gordon, akik koncertjeik után ellátogattak ebbe a klubba.
Monty Waters, valamint Pharoah Sanders, Dewey Redman és Donald Garrett big banden alapítottak.
Waters 1969-ben New Yorkban élt, majd Jon Hendricksszel egy koncertkörútra ment.
Mint sok más dzsesszzenész az 1980-as években Párizsba költözött, ahol Chet Bakerrel, Pharoah Sandersszel és Johnny Griffinnel dolgozott.
Mal Waldron és Marty Cook után ő is Münchenbe ment, ahol olyan zenészekkel dolgozott, mint az Embryo zenekar, Götz Tangerding, Hannes Beckmann, Titus Waldenfels, Suchredin Chronov, Joe Malinga.

## Albumok
- The Black Cat (1975)
- Hot House: Live in Paris Duc de Lombards Vol. 1 (& Larry Porter, Stafford James, Ronnie Burrage)
- New York Calling: Live in Paris Vol. 2 (& Larry Porter, Stafford James, Ronnie Burrage, Tom Nicholas)
- Jazzoetry (& Paulo Cardoso, Tom Nicholas)
- Monty Waters & Titus Waldenfels: Favourite Things
- Monty Waters & Titus Waldenfels: Full Blast (& Jürgen Schneider)
- Monty Waters & L'ubo Samo Quintet: Moonlight in Slovakia (& Titus Waldenfels)
- Embryo: Turn Peace
- Götz Tangerding Trio feat, Sheila Jordan